# Blejsko jezero
Blejsko jezero leži na Gorenjskem ob vznožju Pokljuke, ime nosi po Bledu, naselju ob njem. Jezero je tektonsko ledeniškega izvora in leži na nadmorski višini 475 metrov. Dolgo je 2120 m in široko 1380 m, ima površino 1,45 kvadratnega kilometra, najgloblja točka pa je v globini 30 m. Povprečna letna temperatura je 12 °C. Najvišjo temperaturo 25 °C doseže voda v juliju. Voda je primerna tudi za kopanje. Na južni strani iz jezera odteka Jezernica. Otok sredi jezera (Blejski otok) je edini naravni jezerski otok v Sloveniji. Nad jezerom na skali stoji Blejski grad.
Jezero je pomembna turistična točka, znano je tudi po mednarodnih veslaških tekmovanjih (Olimpijski veslaški center Mala Zaka) Do otoka lahko pridete tudi z blejsko posebnostjo, čolnom, imenovanim pletna. 

## Nastanek jezera
Blejsko jezero leži v kotlini čelne morene nekdanjega Bohinjskega ledenika. Relief okoli jezera se je oblikoval že v pleistocenu, ko je Bohinjski ledenik v več sunkih prekril ta del kotline. Ob dokončnem umiku je zapustil za seboj več pasov čelnih moren.
Jezero je bilo v začetku obsežnejše in je imelo odtok proti dolini Save Bohinjke. Tektonsko in ledeniško poglobljeno dno, Grajski hrib, Straža, Osojnica in otoček so v debelozrnatem masivnem dolomitu. Na Grajski skali, južnem robu Straže in v manjših krpah nad Bohinjsko Belo je ohranjen greben neoschwagerinskih apnencev iz srednjega perma (265 milijonov let). V tem apnencu so najbolj pogoste fuzulinidne luknjičarke, morske gobe, neoschwagerine. O močnem neotektonskem delovanju pričajo hipotermalni vrelci pod Grajskim hribom.

## Živali v jezeru
V jezeru živi vodna postranica (Gammarus lacustris). Ugotovljenih je 19 ribjih vrst.

## Ljudsko izročilo
Izročilo o nastanku Blejskega jezera
Tamkaj, kjer danes leži Blejsko jezero nekoč ni bilo vode, ampak cvetoča, travnata dolina, sredi katere je stal hribček na katerem je bila velikanska skala. V mesečnih nočeh so ob tej skali plesale gorske vile. V zeleni dolini pa so pastirji pasli svoje ovce. Vile so pastirje prosile, naj ogradijo prostor okoli skale, da njihovo plesišče ne bo brez mehke trave. Pastirji niso upoštevali prošnje gorskih vil in so še naprej dovolili svojim ovcam, da so mulile travo v okolici vilinske skale. Vile so pastirjem zagrozile, da če ne bodo skale ogradili oni jo bodo pa one same. Tudi tem grožnjam so se pastirji smejali, in kmalu tam okrog ni bilo več trave ampak gola trda zemlja. Najmlajša in najlepša vila si je zato med plesom zlomila nogo. Jezne vile so tedaj iz gore priklicale studence in potoke, ki so pridrveli v dolino in zalili dolino. Samo hribček s skalo je kot otok ostal sredi jezera. Na njem so poslej vile lahko nemoteno plesale v svetlih mesečnih nočeh. Čeprav so vile že davno odšle iz naših krajev, a ostalo nam je lepo vilinsko jezero z otočkom pod gorami. To je danes Blejsko jezero. (Rabeljsko jezero (pravljica)
Legenda o nastanku jezera
Po ljudskem izročilu je Blejski otok nastal v davnih časih iz travnikov in pašnikov, sredi katerih je na gričku stala Marijina kapelica. Na pašnikih se je pasla drobnica, ki je pogosto zašla v nezavarovano kapelico. Brezbrižnim ljudem ni bilo mar, da so ovce skrunile sveti kraj. Ker se kljub božjim opozorilom, naj kapelico ogradijo, niso zganili, je Bog ukrepal tako, da je pašnike zalil z vodo in s tem ogradil kapelico.
Videnje pobožnega pastirčka - druga varianta izročila o nastanku jezera
Živel je pastirček po imenu Janek, ki je pasel ovce bogatim Blejcem. Blejci do njega niso poznali usmiljenja, velikokrat je bil tepen, pa tudi zaspal je večkrat lačen. Nihče ni videl dobrih reči, ki jih je storil. Na paši pa je Janek večkrat prepeval, pa tudi molil je veliko. Hodil je k Marijini kapelici, nosil ji je rože in se ji zaupal. Nekega dne pa je na paši izgubil ovco. Na robu obupa in ves trd od strahu pred kaznijo se je obrnil na Marijo. Naenkrat pa se mu je prikazala, ga pobožala in mu v naročje dala ovco, ki jo je izgubil. Rekla mu je, naj Blejce opozori na njihov napuh in grešno življenje. Ko je Janek Marijine besede posredoval Blejcem mu niso verjeli, celo norčevali so se iz njega in ga napodili od hiše. Marijo pa je njihova trdosrčnost tako razjezila, da je stopila na skalo in priklicala nevihto, kakor sodni dan strašno. Vas se je pogreznila. Ostal je le otoček na sredi, na katere Pripovedka o zvonu želja ga je zlezel pastirček in ostal živ.
Pripovedka o zvonu želja
Na blejskem gradu je živela mlada gospa. Razbojniki so ji ubili moža in ga vrgli v jezero. V spomin nanj je zbrala vse svoje srebro in zlato ter dala vliti zvonček, da ga daruje Mariji na jezeru. Med vožnjo na otok se je razbesnela nevihta in čoln je potonil v jezerskih globinah. Vdova je vse svoje premoženje darovala za gradnjo Marijine cerkve na otoku in se v svoji žalosti umaknila v samostan v Rimu. Papež je po njeni smrti na Blejski otok poslal drug zvon, na katerega ljudje že vse od takrat radi pozvanjajo ter se ob tem s svojimi željami in prošnjami obračajo po pomoč k Materi Božji na jezeru.

## Galerija
- Blejsko jezero z razglednega vrha Ojstrica (611 m) nad jezerom
- Blejsko jezero z otočkom iz zraka
- Blejsko jezero z gradom
- Delno zamrznjeno jezero
- Drsanje po jezeru leta 2012
- Blejsko jezero pozimi
- Pletna
- Labod z mladičema
- Panorama Blejska jezera
- Blejska noč - tekmovanje v akrobatskem letenju 2013
- Bled pogosto gostuje tekmovanja v veslaštvu na najvišjem nivoju